# Messe in c-Moll KV 139

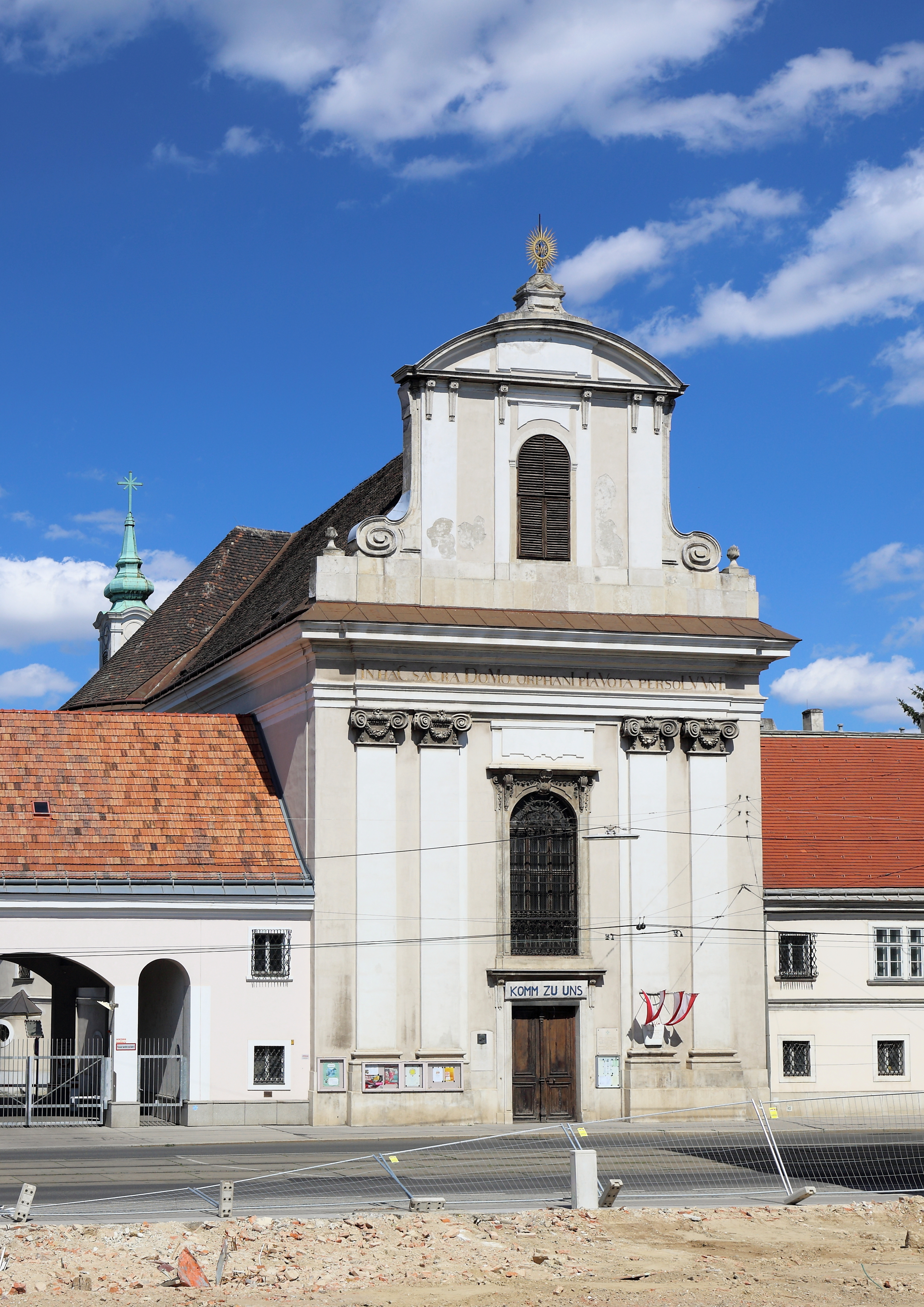
Die Waisenhauskirche, in der der zwölfjährige Mozart 1768 seine Komposition dirigierte

Wolfgang Amadeus Mozarts Messe in c-Moll KV 139 (KV3 114a/KV6 47a) wird auch „Waisenhausmesse“ genannt, in der Annahme, dass sie zur Einweihung der Waisenhauskirche in Wien komponiert wurde.

## Zuschreibung
Zur Einweihung der Wiener Waisenhauskirche schuf Mozart eine Auftragskomposition, die zu einer feierlich zelebrierten (der ersten in der neuen Kirche gelesenen) Messe am 7. Dezember 1768 erklang. Mozart „dirigierte als ein zwölfjähriger Knabe diese feyerliche Musik in Gegenwart des kaiserlichen Hofes“.
Ob die Missa KV 139 tatsächlich mit dem Werk identisch ist, das am 7. Dezember 1768 erklang, ist nicht restlos zu klären. Gegen die Identität spricht, dass Leopold Mozart die Messe wie folgt beschrieb: „eine große Messe mit 4 Singstimmen, 2 Violin 2 Hautb. 2 Viola 4 Clarinis, Tymp. etc.“, also u. a. die obligaten Posaunen nicht erwähnt. Aus stilistischen Gründen wurde eine spätere Entstehungszeit um 1772 angenommen. Andererseits konnte der Entstehungszeitraum in neuerer Zeit durch Untersuchungen am Autograph (Wasserzeichen und Format) auf 1768/69 eingegrenzt werden.

## Anlage der Komposition
Mozart bediente sich der Form der Kantatenmesse, sie ist auch von der musikalischen Seite her durch Orchesterbesetzung und Anlage der Komposition als Missa solemnis zu bezeichnen. Arien, Duette und Chöre sind hier die äußeren Merkmale. Die Abschnitte Cum sancto spiritu des Gloria und Et vitam venturi saeculi des Credo sind jeweils als Fuge komponiert.
Die langsamen Teile der Messe sind fast alle in einer Moll-Tonart komponiert: Die Eröffnung des Kyrie (Adagio), das Qui tollis des Gloria (f-Moll), das pastorale Et incarnatus est, das Crucifixus und zuletzt der Beginn des Agnus Dei werden zusätzlich durch langsame Tempi in ihrer zentralen liturgischen Bedeutung hervorgehoben.
Mozarts Waisenhausmesse steht in ihren anderen Teilen den expressiven Ausdrucksmitteln der zeitgenössischen Oper sehr nah.

## Zugehöriges Offertorium
Zu dem Zyklus des Ordinarium Missae vertonte Mozart, dem feierlichen Anlass entsprechend, noch einen Teil des Proprium Missae: das Offertorium „Benedictus sit Deus“ KV 117 (KV3/KV6 66a = 47b). Zwei Sätze für Chor und Orchester umrahmen einen Satz für Solo-Sopran und Orchester. Die Instrumentierung entspricht der Vertonung des Ordinariums. Ein weiteres Beispiel für den expressiven „Opernstil“ innerhalb der Komposition ist der letzte Satz des Offertoriums, und dort besonders die Schlusstakte über die Worte „Jubilate“.